# 奉贤博物馆

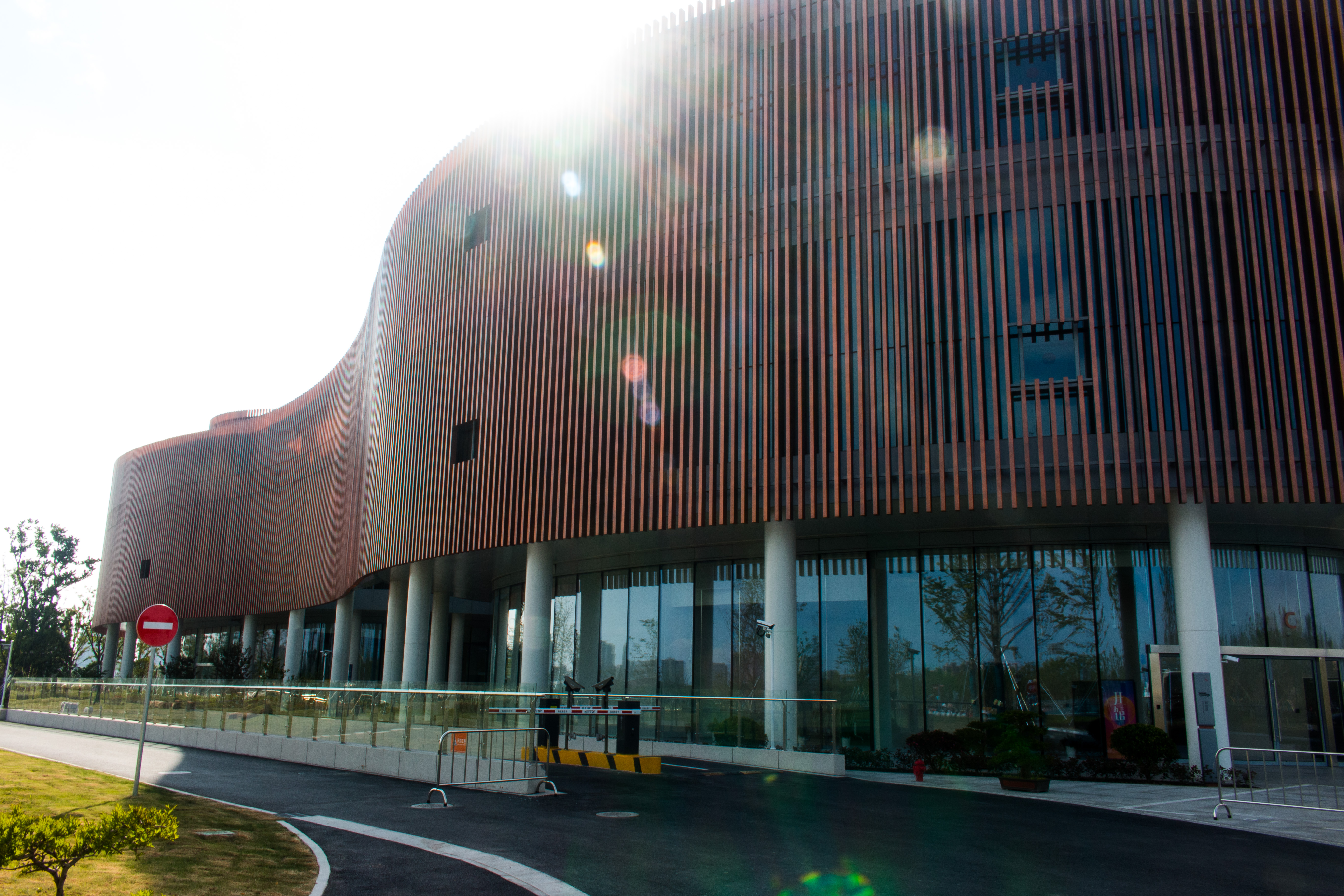
奉贤博物馆新馆

奉贤博物馆新馆位于上海市奉贤区湖畔路333号，是一家地方性博物馆。

## 场馆介绍
奉贤博物馆始建于1960年代，文化大革命时期撤销，1994年5月20日在上海市奉贤区南桥镇南部的解放东路90号重新开放。旧博物馆占地面积2200平米，建筑面积1200平米，展厅653平米，展厅共有三个，底层是奉贤历史展厅和民俗陈列展厅，二楼是临时展厅，展品多为新石器时代到清末民初的奉贤历史物品。博物馆藏文物有陶瓷、书画、玉器、纺织用具、青铜、杂器等，共有2800多件，其中尤以江南特有的土布服饰的收藏为特色。

2017年4月1日奉贤博物馆新馆项目正式启动建设。新馆位于奉贤区金海湖畔，整体建筑由日本建筑师藤本壮介设计。奉贤博物馆新馆占地面积约2万平方米，总建筑面积3.6万平方米，其中地上建筑面积1.9万平方米，地下建筑面积1.7万平方米，地上三层，地下一层。2019年5月16日新馆正式对外开放。

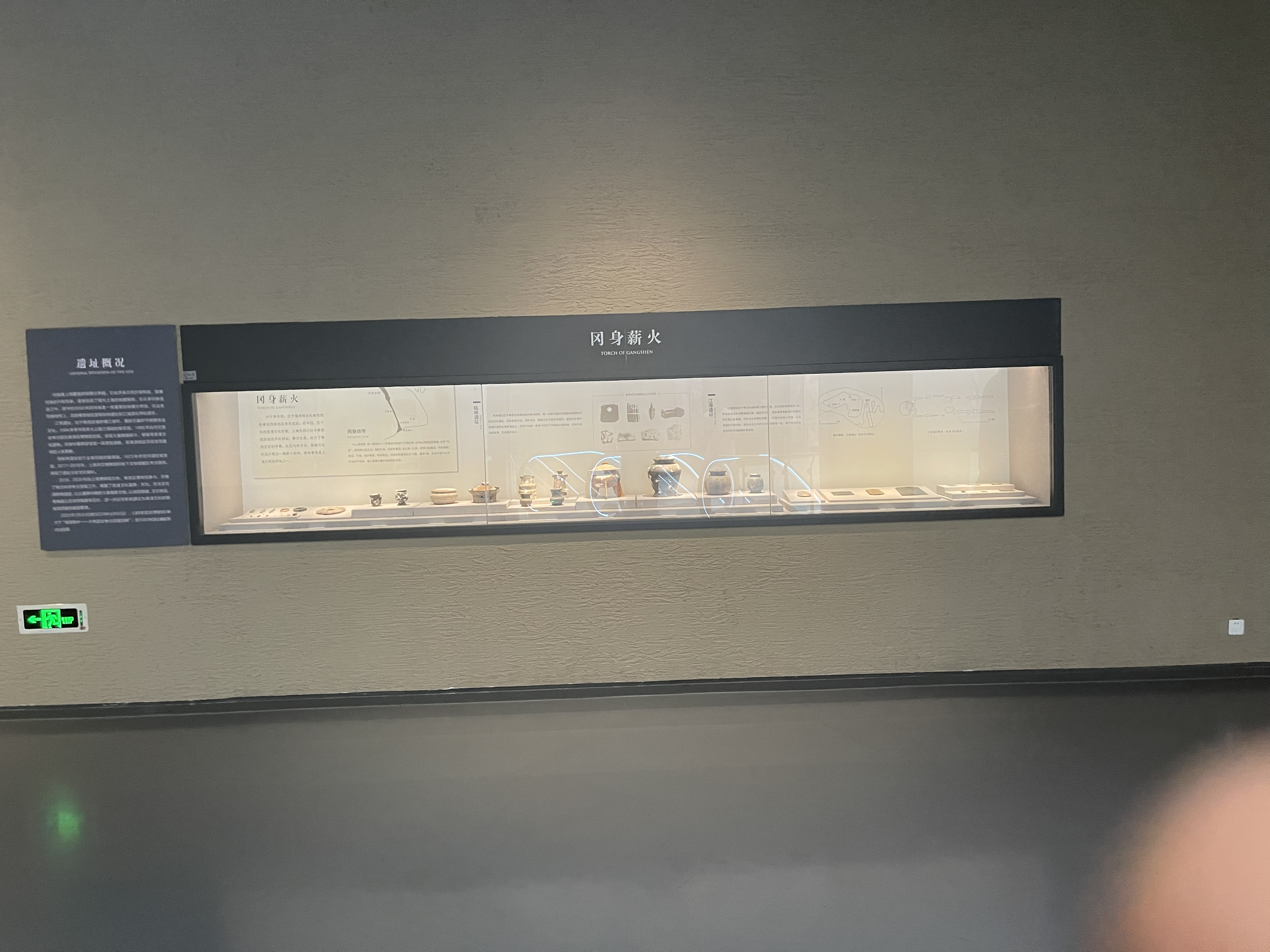
奉贤博物馆新馆文物

## 参观信息
- 旧馆开放时间：周一至周六8:00－17:00。
- 新馆开放时间：周二至周日9:00－16:30。